# Kościół Najświętszego Serca Pana Jezusa w Lubsku
Kościół pw. Najświętszego Serca Jezusowego w Lubsku – rzymskokatolicki kościół parafialny w Lubsku, w powiecie żarskim, w województwie lubuskim. Należy do dekanatu Lubsko, diecezji zielonogórsko-gorzowskiej.

## Historia i architektura

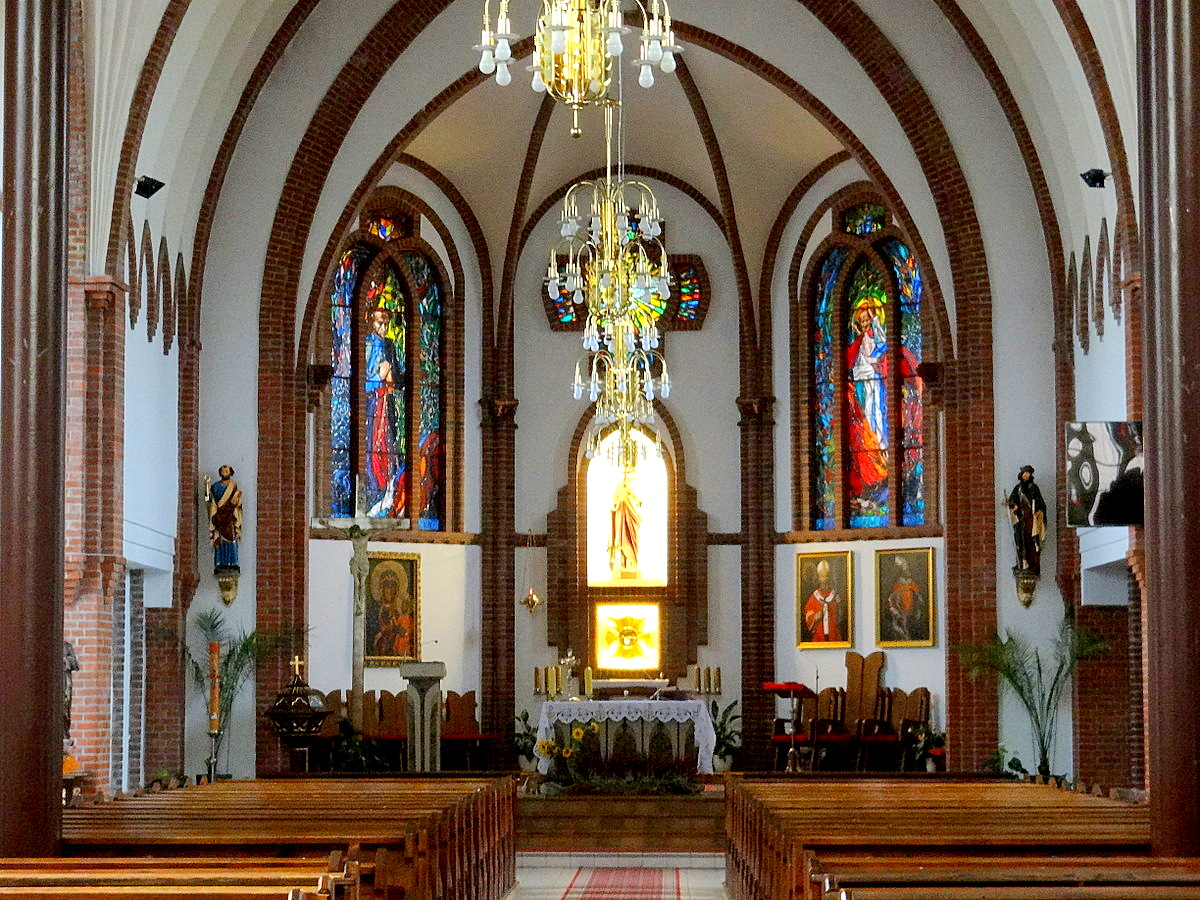
Wnętrze świątyni

Świątynia została zbudowana w 1908 roku w formach nawiązujących do architektury gotyku. Częściowo do budowy zostały wykorzystane mury starego kościoła z lat 1757–1761. Składa się z jednej nawy i pięciobocznej absydy prezbiterialnej. Na bocznej osi fasady znajduje się wysoka wieża zakończona iglicą. Wyposażenie kościoła w stylu neogotyckim. W 1997 roku został rozbudowany o transept i przedsionki w stylu nawiązującym do neogotyku według projektu architekta profesora Jana Tajchmana przez księdza proboszcza prałata Stanisława Kłóska.